# Vauxbuin
Vauxbuin – miejscowość i gmina we Francji, w regionie Hauts-de-France, w departamencie Aisne.
Według danych na styczeń 2014 roku gminę zamieszkiwało 795 osób, a gęstość zaludnienia wynosiła 159 osób/km².